# Carl Henrik Boheman

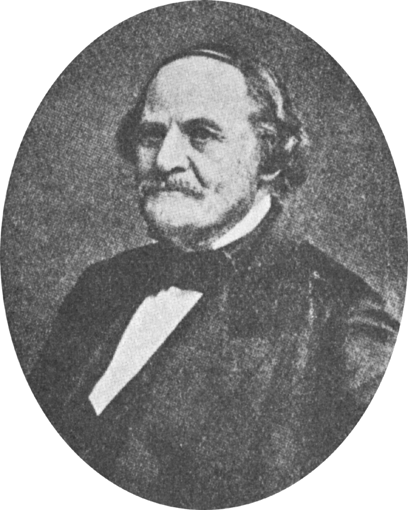
Carl Henrik Boheman

Carl Henrik Boheman (Jönköping, 10 juli 1796 - Stockholm, 2 november 1868) was een Zweeds entomoloog. 
Boheman studeerde aan de Universiteit van Lund. Hij ging daarnaast in militaire dienst en vocht mee in de Zweeds-Noorse Oorlog. In 1838 werd hij lid van de Kungliga Vetenskapsakademien waarvoor hij van 1841 tot 1867 de rol van professor en curator van de afdeling entomologie van het Naturhistoriska riksmuseet bekleedde. 
Boheman was gespecialiseerd in kevers en werkte in het bijzonder samen met Carl Johan Schönherr (1772-1848).
- Gemeinsame Normdatei: 117617539
- International Standard Name Identifier: 0000 0000 6314 3181
- KulturNav: 993e0be3-c339-4912-9ff9-cacb63541a3e
- Library of Congress Control Number: no2003019440
- Nederlandse Thesaurus van Auteursnamen: 161987559
- LIBRIS: 273620
- Système universitaire de documentation: 184522218
- Trove: 828533
- Virtual International Authority File: 47158396
- WorldCat: E39PBJtmydWHG3yQjy9kBx3WjC